# Тейс, Бернд
Бернд Тейс (нидерл. Bernd Thijs; род. 28 июня 1978, Хасселт) — бельгийский тренер и футболист, завершивший игровую карьеру, выступал на позиции полузащитника. Участник чемпионата мира 2002.
С 2018 года работает тренером-ассистентом в клубе «Аль-Раед».

## Карьера

### Клубная
Бернд Тейс — воспитанник футбольных клубов «Веллен» и «Стандард» (Льеж). Дебютировал в льежской команде в сезоне 1995/96, когда сыграл 14 матчей и забил 1 гол в чемпионате Бельгии. Всего за 5 лет выступлений за «Стандард» полузащитник сыграл в чемпионате страны 102 матча и забил 15 мячей.
Летом 2000 года Тейс перешёл в «Генк». Провёл первый матч за команду 12 августа 2000 года (в лиге Жюпиле против «Мехелена»)
. 14 сентября того же года полузащитник отыграл полный матч против швейцарского «Цюриха»,дебютировав за «Генк» в Кубке УЕФА. Первый гол за команду Бернд Тейс забил 30 сентября в чемпионате страны в ворота «Андерлехта», а две недели спустя сумел отличиться и в еврокубковом матче с «Вердером». В сезоне 2001/2002 полузащитник в составе «Генка» стал чемпионом Бельгии. Два года спустя он покинул клуб, став игроком турецкого «Трабзонспора».
За полгода, проведённые в Турции, бельгиец сыграл 11 матчей в чемпионате страны. В январе 2005 года футболист заключил контракт с мёнхенгладбахской «Боруссией». 22 января 2005 года Тейс впервые сыграл за немецкий клуб; он провёл на поле 90 минут матча чемпионата страны против «Арминии». В своём третьем матче за клуб Тейс отметился голевой передачей на Вацлава Сверкоша. В последующие два с половиной года полузащитник сыграл ещё 44 матча за «Боруссию» в чемпионате и Кубке Германии, после чего вернулся в Бельгию, в клуб «Гент».
Бернд Тейс дебютировал в «Генте» 16 сентября 2007 года в матче чемпионата Бельгии против «Стандарда». Футболист вышел на поле в стартовом составе, на 69-й минуте забил гол с передачи Доминика Фоли, а за 10 минут до конца матча был заменён на Йонаса де Рука.
В первый же сезон в «Генте» полузащитник стал финалистом, а через 2 года — обладателем Кубка Бельгии.

### В сборной
Бернд Тейс выступал за юношеские сборные Бельгии различных возрастов, начиная с 16-летнего. 28 апреля 1999 года он дебютировал в молодёжной сборной в отборочном матче к чемпионату Европы—2000 против сверстников из Боснии и Герцеговины. Всего полузащитник сыграл за молодёжную сборную 3 матча.
Тейс впервые был вызван в сборную Бельгии в июне 1999 года на матчи против Японии и Южной Кореи, но ни в том, ни в другом матче на поле не вышел. Дебютировал в команде 14 мая 2002 года в товарищеском матче с командой Алжира.
В 2002 году игрок попал в заявку сборной на чемпионат мира, но ни одного матча на турнире не сыграл. В последний раз Бернд Тейс вышел на поле в футболке национальной сборной 11 августа 2010 года. В товарищеском матче со сборной Финляндии) полузащитник заменил на поле Кристофа Лепуана. Всего на счету Тейса 7 матчей за сборную.

## Статистика
| Матчи Бернда Тейса за сборную Бельгии | Матчи Бернда Тейса за сборную Бельгии | Матчи Бернда Тейса за сборную Бельгии | Матчи Бернда Тейса за сборную Бельгии | Матчи Бернда Тейса за сборную Бельгии | Матчи Бернда Тейса за сборную Бельгии | Матчи Бернда Тейса за сборную Бельгии |
| ------------------------------------- | ------------------------------------- | ------------------------------------- | ------------------------------------- | ------------------------------------- | ------------------------------------- | ------------------------------------- |
| №                                     | Дата                                  | Оппонент                              | Счёт                                  | Голы Тейса                            | Соревнование                          |                                       |
| 1                                     | 14 мая 2002                           | Алжир                                 | 0:0                                   | —                                     | Товарищеский матч                     |                                       |
| 2                                     | 26 мая 2002                           | Коста-Рика                            | 1:0                                   | —                                     | Товарищеский матч                     |                                       |
| 3                                     | 7 сентября 2002                       | Болгария                              | 0:2                                   | —                                     | Отборочный матч ЧЕ—2004               |                                       |
| 4                                     | 12 октября 2002                       | Андорра                               | 1:0                                   | —                                     | Отборочный матч ЧЕ—2004               |                                       |
| 5                                     | 12 февраля 2003                       | Алжир                                 | 3:1                                   | —                                     | Товарищеский матч                     |                                       |
| 6                                     | 19 мая 2010                           | Болгария                              | 2:1                                   | —                                     | Товарищеский матч                     |                                       |
| 7                                     | 11 августа 2010                       | Финляндия                             | 0:1                                   | —                                     | Товарищеский матч                     |                                       |

Итого: 7 матчей; 4 победы, 1 ничья, 2 поражения.

## Достижения
«Генк»
- Чемпион Бельгии (1): 2001/02

 «Гент»
- Обладатель Кубка Бельгии (1): 2009/10
- Финалист Кубка Бельгии (1): 2007/08